# Hajím Levin
Hajím Levin, héberül: חיים לוין (Petah Tikva, 1937. március 3. – 2024. április 21.) válogatott izraeli válogatott labdarúgó, kapus. Az év izraeli labdarúgója (1965).

## Pályafutása

### Klubcsapatban
1954 és 1957 között a Hapóél Petah Tikvá labdarúgója volt, közben 1955–56-ban a Hapóél Kfar Szaba csapatában szerepelt kölcsönben. 1957-ben a Hapóél Hadera, 1957 és 1960 között a Makkabi Haifa, 1960 és 1969 között a Makkabi Tel-Aviv, 1969 és 1971 között a Bétár Jerusálajim, 1971–72-ben a Makkabi Netánjá, 1973 és 1976 között a Hapóél Jerusálajim kapusa volt. A Makkabi Tel-Aviv csapatával egy izraeli bajnoki címet és három kupagyőzelmet ért el. 1969-ben tagja volt az ázsiai bajnokok kupája győztes együttesnek.

### A válogatottban
1963 és 1969 között 22 alkalommal szerepelt az izraeli válogatottban. Részt vett az 1968-as mexikóvárosi olimpiai játékokon.

## Sikerei, díjai
- az év izraeli labdarúgója (1965)

 Hapóél Petah Tikvá
- Izraeli bajnokság
  - bajnok: 1954–55
- Izraeli kupa
  - győztes: 1957

 Makkabi Tel-Aviv
- Izraeli bajnokság
  - bajnok: 1966–68
- Izraeli kupa
  - győztes (3): 1964, 1965, 1967
- Izraeli szuperkupa
  - győztes: 1965 (megosztva), 1968
- Ázsiai bajnokok kupája
  - győztes: 1969

 Makkabi Netánjá
- Izraeli bajnokság
  - bajnok: 1970–71